# Ноппон Саенгхам
Ноппон Саенгхам (англ. Noppon Saengkham, тайск. นพพล แสงคำ; род. 15 июля 1992) — тайский профессиональный снукерист, который начал выступать в мэйн-туре в сезоне 2010/11.
Ноппон выиграл чемпионат мира среди игроков до 21 года в 2009 году и, благодаря этому достижению, получил право стать профессионалом.

## Карьера
Начал играть в снукер в 2005 году. В 2008 году получил три золотые медали на Thailand Student Games; в том же году выиграл турнир Thailand Division 2 Ranking и дошёл до финала чемпионата Азии среди игроков до 21 года. В 2009 году победил на молодёжном чемпионате мира. Стал профессионалом в 2010 году, но по итогам своего дебютного сезона в мэйн-туре не показал значимых результатов и выбыл из него.
Тренер Саенгхама, таец Тай Пичит — бывший профессиональный снукерист.